# Turuelles
Turuelles (oficialmente en asturiano: Trueḷḷes) es un lugar español de la parroquia de Castañeo, perteneciente al concejo de Valdés, en Asturias.

## Historia
Hacia mediados del siglo XIX, Turuelles era referido como un lugar ya por entonces perteneciente a la parroquia de Castañeo del municipio de Valdés. Aparece descrito en el decimoquinto volumen del Diccionario geográfico-estadístico-histórico de España y sus posesiones de Ultramar de Pascual Madoz con las siguientes palabras:

TURUELLES: l. en la prov. de Oviedo, ayunt. de Valdés y felig. de Santiago de Castañedo (V.).
(Madoz, 1849, p. 186)

En 2024, la entidad singular de población de Turuelles, encuadrada dentro de la entidad colectiva de Castañeo, tenía empadronados 24 habitantes, todos ellos en el núcleo de población de ese nombre.